# Sandra Post
Sandra Post, född 4 juni 1948 i Oakville i Ontario, är en kanadensisk golfspelare.
Post blev professionell 1968 efter en framgångsrik amatörkarriär där hon bland annat vann Ontarios och de kanadensiska juniormästerskapen tre gånger. Hon blev den första kanadensiska golfaren som spelade på den amerikanska LPGA-touren och under sin första säsong blev hon den yngsta spelaren i historien bland herrar och damer som vann en majortävling då hon vann LPGA Championship. Hennes seger över den försvarande mästarinnan Kathy Whitworth blev den första segern i tävlingen av en spelare som inte var från USA. Det året valdes hon till årets nykomling på touren.
Under sin karriär vann hon åtta tävlingar på LPGA-touren inklusive två segrar i Dinah Shore Open 1978 och 1979. 1979 slutade hon på andra plats i LPGA:s penningliga och blev utsedd till årets idrottare i Kanada. Under sina 16 år på touren hade hon 20 andraplaceringar i olika tävlingar, bland annat i US Womens Open.
1988 valdes hon in i Canadian Sports Hall of Fame och Royal Canadian Golf Association Hall of Fame och 2003 hedrades hon av sitt land med ett medlemskap i Order of Canada. Hon röstades fram till en åttonde plats bland 1900-talets kvinnliga idrottare i Kanada.
Sandra Post har varit kapten för Kanadas Nations Cup-lag och arbetar som kommentator i TV-sända golftävlingar. Hon är involverad i en rad välgörenhetsprojekt och driver "Sandra Post School of Golf" utanför Toronto.

## Meriter

### Majorsegrar
- 1968 LPGA Championship

### LPGA-segrar
- 1978 Dinah Shore Open, Lady Stroh's Open
- 1979 Dinah Shore Open, Lady Michelob, ERA Real Estate Classic
- 1980 West Virginia Classic
- 1981 McDonald's Kids Classic

| Majorsegrare genom tiderna                                                                                   |                   |             |              |               |
| 100 olika spelare har vunnit i damernas majortävlingar. Sandra Post var den 35:e spelaren som vann en major. |                   |             |              |               |
| 1:a | 34:e              | 35:e        | 36:e         | 100:e         |
| Mrs. Lee Mida                                                                                                | Catherine Lacoste | Sandra Post | Donna Caponi | Paula Creamer |
| Lista över golfens majorsegrare                                                                              |                   |             |              |               |